# Persona 3 The Movie: No. 1, Spring of Birth
Правильна назва цієї сторінки — Persona 3 The Movie: #1, Spring of Birth, але її не можна використовувати через технічні обмеження.
«Persona 3 The Movie: #1, Spring of Birth» (яп. 劇場版「ペルソナ3」第１章, кириліз.: Ґекіджьобан Перусона 3 Даі Ічі Шьо; укр. Персона 3. Фільм 1: Весна народження) — японський анімаційний фільм 2013 року, виробництва AIC ASTA та дистрибуції Aniplex. Це перша частина серії фільмів, що адаптує рольову відеогру Persona 3, спочатку розроблену і видану у 2006 році компанією Atlus. Режисер Норіакі Акітая та сценарист Джюн Кумаґаі створили фільм на основі основної сюжетної кампанії Persona 3 (заднім числом названої «Подорож» у Persona 3 FES») з погляду головного героя чоловічої статі. У фільмі свої ролі озвучили Акіра Ішіда, Меґумі Тойоґучі, Косуке Торіюмі, Ріе Танака, Хікару Мідорікава та Маміко Ното. Фільм розповідає про подвиги учня Макото Юкі, який, переїхавши до міста Іватодаі, відкриває для себе тіньових чудовиськ, що живляться людською психікою під час опівнічного явища «Темна година». Після пробудження своєї сили, що зветься Персоною, Макото вплітається у боротьбу з Тінями разом зі своїми новими однокласниками. Прем'єра фільму відбулася 23 листопада 2013 року.

## Акторський склад
- Акіра Ішіда — Макото Юкі, Фароз
- Меґумі Тойоґучі — Юкарі Такеба
- Кьосуке Торіюмі — Джюнпеі Іорі
- Ріе Танака — Міцуру Кіріджьо
- Хікару Мідорікава — Акіхіко Санада
- Маміко Ното — Фуука Ямаґіші
- Кадзуя Накаі — Шінджіро Араґакі
- Ісаму Танонака — Ігор
- Міюкі Савашіро — Елізабет
- Хідеюкі Хорі — Шюджі Ікуцукі
- Ацумі Танедзакі — Нацукі Моріяма
- Юка Комацу — Ісако Торіюмі
- Хіроакі Міюра — Хідетоші Одаґірі
- Кенджі Ноджіма — Кенджі Томочіка

## Сприйняття

### Касові збори
Після виходу фільму в кінотеатрах Японії всього було продано 39 963 квитки під час прем’єрного вікенду 23 листопада і заробив ¥60 912 300, дебютувавши на 7-му місці в японському прокаті. У свій другий вікенд, 30 листопада, фільм заробив ¥30 569 795. Загалом стрічка зібрала 1 956 267 доларів США та посіла 118-те місце в японському прокаті за підсумками 2013 року, згідно з Box Office Mojo.

### Огляди
Річард Айзенбейс з Kotaku описав Макото Юкі як «відстороненого, зломленого персонажа», розвиток якого є центральним у фільмі. Він високо оцінив унікальний візуальний стиль та освітлення, яке зробило темні сцени чіткими, хоча й зауважив, що обмежений обсяг означає відсутність багатьох головних героїв та антагоністів, а історія здається простою. Він також звернув увагу на важкі образи підліткового суїциду через використання «пробуджувачів», які нагадують пістолети.
Еліот Ґей з Japanator визнав виклик адаптації довгої рольової відеогри у 90-хвилинний фільм. Хоча він високо оцінив темп, він відчув, що деякі елементи, такі як Тартар, були недостатньо розвинені, а історії не вистачало сильної наративної дуги або завершення. З усім тим, він побачив розвиток Макото як значущий і похвалив похмуру атмосферу фільму, назвавши його ностальгічним для фанатів і доступним для новачків.

## Продовження
У сцені після титрів фільму було оголошено, що продовження вийде на початку літа 2014 року. 5 грудня 2013 року стало відомо, що повна назва сиквелу буде «Persona 3 The Movie: #2 Midsummer Knight's Dream».